# La Mesada (Iruya)
La Mesada ist ein Dorf im Nordwesten Argentiniens. Es gehört zum Departamento Iruya in der Provinz Salta und liegt nordöstlich des Dorfes Iruya und 4 km westlich des Dorfes Aguanita am Fluss Nazareno, auf 3000 m Höhe in der Sierra El Arpero, einer Bergkette in den Östlichen Andenkordilleren. La Mesada besteht aus den beiden Ortsteilen La Mesada Grande und La Mesada Chica.
La Mesada hat den Status einer Bürgervereinigung mit dem Namen Centro Aborigen de La Mesada Grande (Zentrum der Ureinwohner von La Mesada Grande). Etwa 40 Familien leben in La Mesada. Das Dorf hat eine kleine, spärlich ausgestattete Krankenstation, eine Grundschule (escuela N°4212) und eine Kirchengemeinde und baut Mais und Kartoffeln für den Eigenbedarf an.
Der Weg von Iruya nach La Mesada führt entlang der Flüsse Iruya und Nazareno, die an mehreren Stellen durchquert werden müssen. Mit Reittieren (7 bis 8 Stunden) oder geländegängigen Fahrzeugen ist dies in den Monaten Juli bis Oktober möglich. Das letzte Stück bis in den Ort geht es nur zu Fuß oder auf Reittieren. In den regenreichen Monaten von November bis Juni schwellen die Flüsse zu sehr an, so dass nur der beträchtliche Umweg über Saumpfade der Berghänge bleibt.